# تشامبر بوب
تشامبر بوب  هو نمط من موسيقى الروك، يتميز بالتركيز على اللحن والملمس، والاستخدام المعقد للأوتار والأبواق والبيانو والتناغم الصوتي وغيرها من المكونات المستمدة من الأوركسترا وصالة البوب في الستينيات، ألهم فنانون مثلبيرت باشاراش وبريان ويلسون من فرقة بيتش بويز الأساس الأولي لهذا النوع.

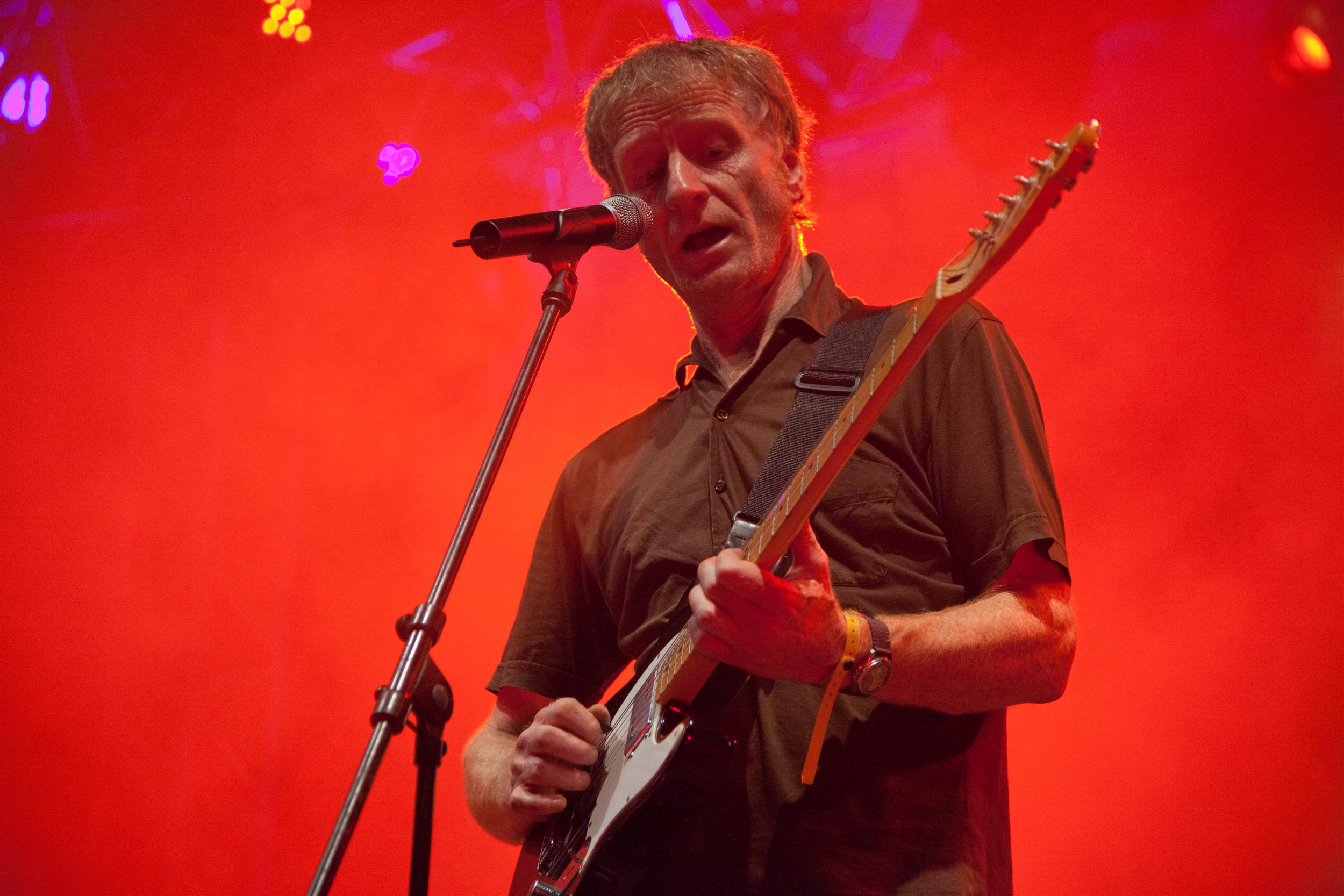
أداء اللاما العالية في عام 2011 (شون أوهاغان في الصورة)